# Avvocato Porta
Avvocato Porta, nota anche come L'avvocato Porta, è stata una serie televisiva italiana con protagonista Gigi Proietti.

## La serie
È composta da due stagioni di quattro puntate ciascuna, ed è prodotta da Mediaset e Solaris Cinematografica. La prima stagione è andata in onda tra il 24 novembre e il 1º dicembre 1997 e poi la seconda stagione fu trasmessa nel gennaio 2000 in entrambi i casi su Canale 5.
La sigla di testa della prima stagione era la canzone Il fatto è che non ti so dimenticare, scritta da Claudio Mattone e cantata da Gigi Proietti.

## Riconoscimenti
La serie vinse il Telegatto nel 1998 nella categoria Miglior Film TV. In occasione della premiazione, Gigi Proietti lesse un suo divertente sonetto intitolato La fiction.

## Cast
I protagonisti della prima stagione della fiction sono Gigi Proietti ed Ornella Muti, per la prima e unica volta coinvolti nello stesso set. La Muti, interpellata per ritornare a vestire i panni di Chiara anche nella seconda stagione, girata due anni dopo, declina l'offerta non volendo legare la sua popolarità unicamente a quel ruolo. Le subentrerà, dopo aver apportato le necessarie modifiche alla trama, Maria Grazia Cucinotta.
La serie si segnala anche per la presenza nel cast di Ninetto Davoli, Fiorenzo Fiorentini e Luisa De Santis.

## Trama
Antonio Porta è un avvocato di mezza tacca, separato dall'ex moglie Chiara, ora sposata con un medico, con la quale ha avuto la figlia Giovanna. I clienti di Antonio sono perlopiù poveracci che l'avvocato insieme alla assistente Renata e all'investigatore Remondino, cerca di tirare fuori dai guai con sistemi più o meno leciti; quasi sempre squattrinato, divide la casa col sig. Costanzo, un pensionato che spacciandosi per morente gli ha rifilato l'appartamento con un contratto di nuda proprietà.
Un giorno Ciccoli, l'usciere del tribunale di Roma, gli chiede di difendere il giovane Vincenzo, accusato di aver dato fuoco al camion che ha investito e ucciso la sua fidanzata, Patrizia Sorgi, figlia di una sua compaesana; Porta accetta l'incarico e riesce a far scarcerare il ragazzo. La morte dell'autista del camion, che sembrerebbe essersi suicidato per il senso di colpa, complica le cose; come se non bastasse, una foto potrebbe collegare la figlia Giovanna a Patrizia. Antonio però non sembra voler andare oltre in questa storia che considera più grande di lui; ma quando Paco, il ragazzo di Giovanna, viene accusato dell'omicidio di Zanetti, un imbalsamatore che viveva nel palazzo di Patrizia e che forse sapeva qualcosa sulla morte della ragazza, la figlia gli chiede di difendere il ragazzo e Antonio per non deluderla dovrà dare tutto se stesso per scoprire la verità.
Oltre all'aiuto di Renata, di Remondino e del signor Costanzo, che non riesce a non impicciarsi della cosa, Antonio potrà contare pure sull'appoggio di Chiara, che pian piano si sta accorgendo di amarlo ancora. Il ritrovamento del cadavere di una ragazza in una discarica darà una svolta al mistero, infatti Antonio scoprirà che si tratta di una collega di Patrizia, Adelina, scomparsa da diverso tempo; mentre Chiara, che ormai da tempo sospetta che il marito gli nasconda qualcosa, scoprirà che l'uomo sta coprendo il figlio e un amico, figlio di un noto professore di medicina, entrambi responsabili della morte della ragazza, a causa di una partita di droga tagliata male durante un festino a cui era presente anche Patrizia. I due, spaventati, l'avevano gettata nella discarica, ma Patrizia aveva iniziato a ricattarli, così avevano incaricato Paco di minacciarla; il marito di Chiara, scoperto tutto, non aveva denunciato il figlio per non rischiare di mandare a monte un affare molto importante.
Ad Antonio manca però un ultimo tassello, che forse ha scoperto Remondino venendo però aggredito da qualcuno. Alla fine scoprirà che Patrizia ricattava pure Marisa Pasquero, proprietaria di un locale, che le aveva venduto la droga tagliata male. Marisa però aveva sedotto l'usciere Ciccoli per convincerlo a far fuori la ragazza, e Patrizia per sfuggire ai due era finita sotto il camion; inoltre Ciccoli aveva aggredito Remondino perché aveva rintracciato l'unica persona, una prostituta, che poteva testimoniare che il camionista non era ubriaco al momento dell'incidente. Risolto il caso e fatto scagionare Paco, Antonio e Chiara possono finalmente tornare insieme.

## Episodi
| Stagioni         | Episodi | Prima TV |
| ---------------- | ------- | -------- |
| Prima stagione   | 4       | 1997     |
| Seconda stagione | 4       | 2000     |

## Seguito
La fiction ebbe un sequel intitolato Avvocato Porta - Le nuove storie, andato in onda nel gennaio del 2000, composto da 4 puntate con 2 storie distinte, intitolate Morte a passo di danza e Il mistero dell'uomo scomparso.